# Zeche Carl Friedrich Erbstollen
Die Zeche Carl Friedrich Erbstollen ist ein ehemaliges Steinkohlebergwerk in den Bochumer Stadtteilen Weitmar und Stiepel an der heutigen Heinrich-König-Straße.

## Geschichte

### Die Wurzeln
Die Förderung in den Bergwerken Sternberger Stollen, Harmannsbäncker Stollen und St. Georgen-Erbstollen geht bis auf das Jahr 1773 zurück. 1825 wurden die Zechen konsolidiert.

### Übergang zum Tiefbau
1852 waren die Kohlelager auf der Erbstollen-Sohle erschöpft, also wurde ein sog. Maschinenschacht abgeteuft, um an tiefer gelegene Vorräte heranzukommen. Dieses Vorhaben glückte, und die neu gewonnene Kohle wurde über die Ruhr verschifft.
In dieser Zeit erwarb die Henrichshütte in Welper das Bergwerk und ließ eine Eisenbahn zwischen Grube und Hütte bauen. Als Nächstes wurde der provisorische Maschinenschacht durch einen richtigen Tiefbauschacht mit dem irreführenden Namen Carl Friedrich Erbstollen 1 ersetzt. Damit war jedoch kein Stollen gemeint, sondern der Schacht trug lediglich den Namen der Zeche. Der Maschinenschacht blieb jedoch noch bis 1873 in Betrieb.

### Expansion
Im Jahr 1882/83 wurde eine Kokerei errichtet. 1884 teufte die Grube an der Landstraße von Stiepel nach Bochum einen Wetterschacht, den Carl Friedrich Erbstollen 2. 1887 sicherte man sich die Berechtsame am Grubenfeld der stillgelegten Zeche Brockhauser Tiefbau. Beide Zechen waren zusammen mit der Henrichshütte in der Union, AG für Bergbau, Eisen- und Stahl-Industrie aufgegangen, welcher unter anderem auch die Zeche Adolf von Hansemann in Mengede angehörte.
1905 erzielten 1190 Beschäftigte eine Jahresförderung von 234.000 t Kohle. - Im selben Jahr avancierte "Zeche Carl Friedrich" zur Endstation einer Straßenbahnlinie der Bogestra, die über Wiemelhausen direkt zum Bochum Hbf verlief. Diese Strecke wurde allerdings spätestens nach dem Zweiten Weltkrieg stillgelegt.

1910

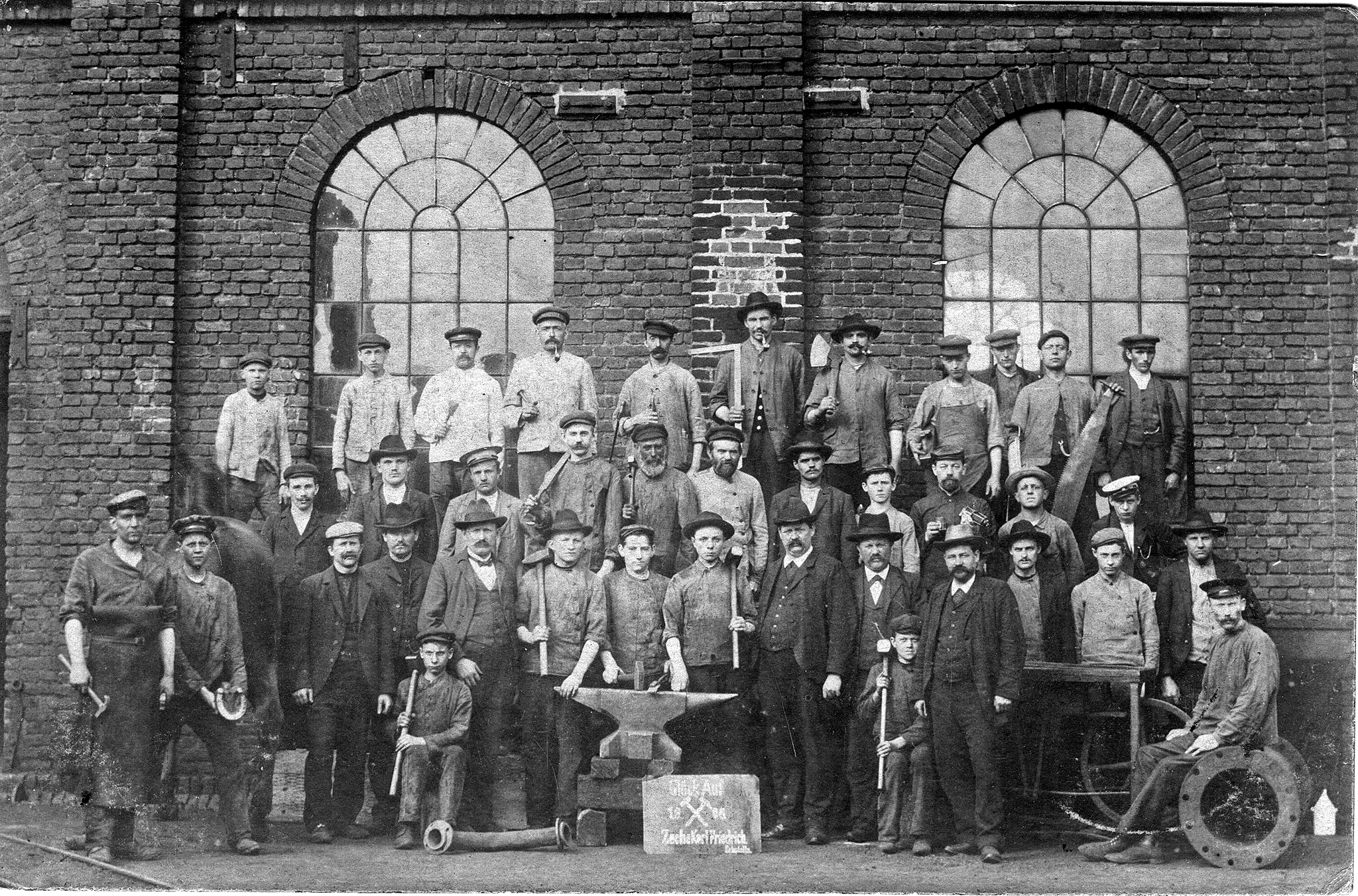
1909

1910 kam die Zeche in Besitz der Deutsch-Luxemburgische Bergwerks- und Hütten-AG, die umgehend eine Modernisierung sowohl über als auch unter Tage veranlasste. Im selben Jahr erzielten 1510 Beschäftigte eine Jahresförderung von 312.000 t Kohle.

### Das Grubenunglück
Am 28. April 1917 riss während der Seilfahrt zu Schichtbeginn das Seil eines Förderkorbs im Hauptschacht, wie der Bochumer Anzeiger und der Märkische Sprecher berichteten. 41 Bergleute kamen um, keiner überlebte den Sturz in 400 m Tiefe. 24 Bergleute wurden auf dem evangelischen Friedhof an der Brockhauser Straße, 15 auf dem evangelischen Friedhof an der Blumenfeldstraße beigesetzt. Es waren Massengräber; konfessionelle Unterschiede wurden nicht gemacht.

### Niedergang und Stilllegung
Ende 1914 stellte die Kokerei den Betrieb ein, da die Qualität der anstehenden Kokskohle immer schlechter wurde. Nicht einmal der hohe Koksbedarf im Ersten Weltkrieg hatte die Anlage retten können. Außerdem zeichnete sich das baldige Ende der Kohlevorräte im Grubenfeld Carl Friedrichs Erbstollen ab. Im Jahre 1924 stellte Carl Friedrichs Erbstollen 1 die Förderung ein und diente fortan als Wetterschacht der benachbarten Zeche Prinz Regent, welche auch die verbliebenen Kohlenvorräte im Grubenfeld abbaute.
1930 wurde die Schachtanlage endgültig aufgegeben, im gleichen Jahr erfolgte der Abbruch der Tagesanlagen.

## Spurensuche
An das Bergwerk erinnert heute noch ein umgebautes Maschinenhaus an der Straße Am Erbstollen, ferner die Straßenbezeichnungen Bergwerksstraße, Erbstollen, Göpel und Karl-Friedrich-Straße im Wohnviertel Neuling im Süden von Weitmar sowie die Bezirkssportanlage Erbstollen (unter anderem Heimstätte von SV Blau-Weiß Weitmar 09).
Auch die Wohlfahrtstraße in Wiemelhausen verdankt ihren Namen indirekt der Zeche Carl Friedrich Erbstollen: Nachdem das Bergwerk anno 1914 ein Haus in der Weitmarer Mark gekauft hatte, kündigte sie das Mietverhältnis mit dem seit 1905 dort angesiedelten, gewerkschaftlich gesinnten Konsumverein „Wohlfahrt“. Dieser errichtete daraufhin einen eigenen Gebäudekomplex mit Bäckerei und Schlachterei an der heutigen Markstraße unweit der Zeche Prinz Regent. Die gleich dahinter abzweigende Nebenstraße erhielt später den Namen Wohlfahrtstraße.
2021 wurde die Kohlenniederlage der Zeche in die Route der Industriekultur aufgenommen. Die Pflasterung an der Ruhr, auf der die Kohle bis zum Abtransport durch Ruhraaken gelagert wurde, ist heute noch deutlich zu erkennen. Betrieben wurde sie von circa 1825 (Konsolidierung der Zeche) bis 1850 (Erster Bau der Klosterbrücke), sie war die größte der maximal 85 Kohleniederlagen an der Ruhr. Den besten Blick hat man von der stadtauswärts linken Seite der Kosterbrücke.